# Hotel Vincci Consulado de Bilbao
El Hotel Vincci Consulado de Bilbao es un hotel de cuatro estrellas ubicado en la Alameda de Mazarredo de la villa de Bilbao, junto a la avenida Abandoibarra y el museo Guggenheim, frente a la ría.

## Historia

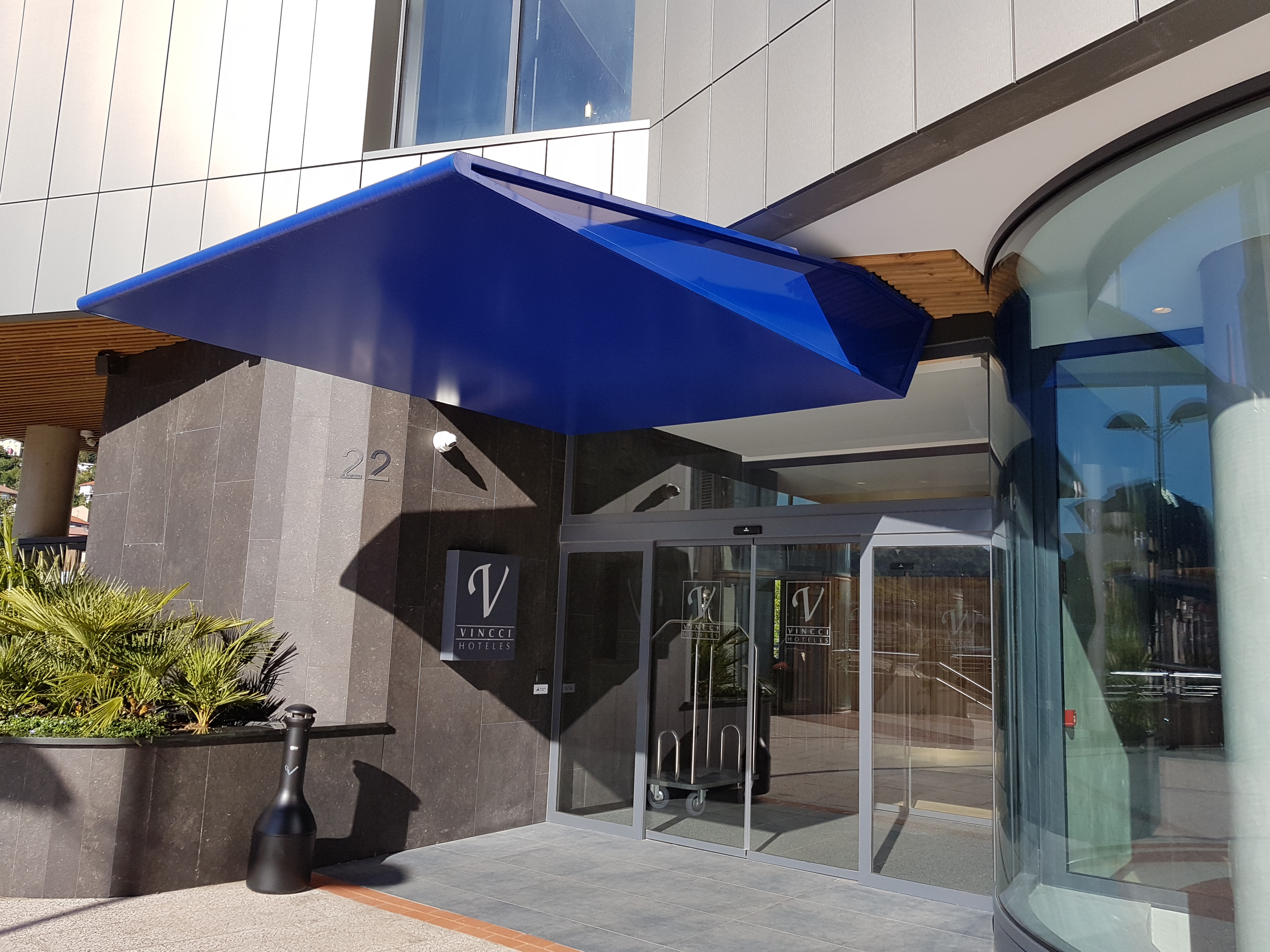
Acceso al Hotel Vincci Consulado de Bilbao en el edificio Museoalde desde la alameda de Mazarredo.

El hotel Vincci Consulado de Bilbao forma parte del edificio Museoalde, disponiendo de 93 habitaciones (seis suites), salones de reuniones, el restaurante "Kondutxo" y una terraza mirador de más de seiscientos metros con vistas a la ría.
En la planta baja se encuentra el acceso principal, el lobby de recepción, las zonas de estar de los huéspedes, el lounge bar y la terraza. Las habitaciones están situadas en las plantas superiores, con un gran atrio central que configura el espacio de comunicación entre ellas.
El nombre del hotel tiene su origen en la centenaria institución Consulado del Mar y Casa de Contratación de Bilbao, creada en 1511 y que rigió el destino económico de la ciudad.

## Comunicaciones
- Estación de Uribitarte del tranvía de Bilbao.

## Edificios y ubicaciones adyacentes
- Museo Guggenheim Bilbao
- Isozaki Atea
- Avenida Abandoibarra

## Premios
- Premio de sostenibilidad hotelera de España (2022).[2]